# 伊万·斯特兰斯基
伊万·尼科洛夫·斯特兰斯基（1897年1月2日—1979年6月19日），是一名保加利亚物理化学家，被认为是晶体生长的研究之父。 他创办了保加利亚物理化学学校，曾担任索非亚大学和柏林工业大学的物理化学系主任、以及柏林工业大学校长。斯特兰斯基－克拉斯坦诺夫生长和科塞尔－斯特兰斯基模型均以其名字命名。

## 生平简历
伊万·斯特兰斯基1897年出生于保加利亚公国首都索非亚，是家中的第三个孩子。他父亲尼古拉·斯特兰斯基是保加利亚皇室的药剂师，母亲玛丽亚·克伦是一名波罗的海德国人。 童年时，伊万·斯特兰斯基就患上当时无法治愈的骨结核。从索非亚第一男子高中毕业后，为了寻求治疗途径，他前往维也纳学医，但一年后便失望而归，回到保加利亚。1922年，他从索非亚大学化学专业毕业。随后，他到柏林工业大学物理化学研究所，师从保罗·云特，进行X射线光谱学的研究，于1925年取得博士学位。
博士毕业后，伊万·斯特兰斯基加入索非亚大学数理学院新创办的物理化学系担任Reader级教授。1929年，他成为副教授；1937年，成为教授。他还吸引了罗斯季斯拉夫·凯舍夫和柳博米尔·克拉斯坦诺夫等知名科学家到物理化学系里工作。
1930年，伊万·斯特兰斯基获得洛克菲勒奖金，与凯舍夫一起应邀访问柏林工业大学。在那里，他与著名的物理化学家马克斯·福尔默合作开展学术研究。20世纪30年代，斯特兰斯基、凯舍夫、克拉斯坦诺夫等人合作发表了多篇重要论文，例如1939年斯特兰斯基－克拉斯坦诺夫生长的发现。
1941年，伊万·斯特兰斯基应邀到布雷斯劳与瓦尔特·科塞尔开展合作。他进一步发展了晶体生长的动力学理论，提出了科塞尔－斯特兰斯基模型（两人均独立提出这一模型）。1944年，他回到柏林，加入凯撒·威廉物理化学与电化学研究所，后接替马克斯·福尔默担任柏林工业大学物理化学系主任。尽管受到柏林大轰炸的严重影响，在伊万·斯特兰斯基等人的努力下，柏林工业大学成为1945学年为数不多照常开学的大学。 1948年至1949年，他担任普通与工程科学学院的院长。1951年至1953年，他担任柏林工业大学校长。 1963年以前，他一直在柏林自由大学以名誉教授的身份任教。
1944年保加利亚政变后，新政府指控伊万·斯特兰斯基与此前支持法西斯主义的政权有联系，将他开除出他亲手创办的索非亚大学物理化学系。直到20世纪60年代，斯特兰斯基才重新被保加利亚接受，并于1966年成为保加利亞科學院的外籍院士。
伊万·斯特兰斯基还是格丁根科学院、巴伐利亚科学与人文学院、纽约科学院、德国科学院以及瑞典皇家科学院的成员。 有两个研究所以伊万·斯特兰斯基的名字命名，分别是：柏林工业大学伊万·N·斯特兰斯基研究所和奥伯豪森I·N·斯特兰斯基冶金研究所。
1979年6月19日，伊万·斯特兰斯基在索非亚逝世，但埋葬于柏林。